# Весёлое (Покровский район)
Весёлое (укр. Веселе) — село на Украине, находится в Покровском районе Донецкой области.
Код КОАТУУ — 1422781602. Население по переписи 2001 года составляет 133 человека. Почтовый индекс — 85350. Телефонный код — 623.

## Адрес местного совета
85350, Донецкая область, Покровский р-н, с. Ивановка, ул. Социалистическая, 78, тел. 5-32-3-19